# 小行星5011
小行星5011（英語：5011 Ptah）是一颗围绕太阳公转的小行星。1960年9月24日，C. J. 万·豪敦、I. 万·豪敦-格勒内费尔德、T. 赫雷爾斯在帕洛马山发现了此天体。
这颗小行星的绝对星等为105.703684577588等。小行星5011以埃及神話的造物神卜塔命名。